# Undervandsbaaden A 170
 Ikke at forveksle med Undervandsbaaden og Undervandsbaaden A 182.
Undervandsbaaden A 170 er en dansk dokumentarfilm produceret af Nordisk Films Kompagni. Filmen instruktør er ukendt.

## Handling
Flåden. Undervandsbåd fra Den kongelige Marine sejler ud af Københavns Havn. I baggrunden ses Trekroner Fortet.